# Ithaca (Míchigan)
Ithaca es una ciudad ubicada en el condado de Gratiot en el estado estadounidense de Míchigan. Es sede del condado de Gratiot. En el Censo de 2010 tenía una población de 2910 habitantes y una densidad poblacional de 212,71 personas por km².

## Geografía
Ithaca se encuentra ubicada en las coordenadas 43°17′32″N 84°35′55″O / 43.29222, -84.59861. Según la Oficina del Censo de los Estados Unidos, Ithaca tiene una superficie total de 13.68 km², de la cual 13.55 km² corresponden a tierra firme y (0.98%) 0.13 km² es agua.

## Demografía
Según el censo de 2010, había 2910 personas residiendo en Ithaca. La densidad de población era de 212,71 hab./km². De los 2910 habitantes, Ithaca estaba compuesto por el 94.67% blancos, el 0.52% eran afroamericanos, el 0.86% eran amerindios, el 0.58% eran asiáticos, el 0% eran isleños del Pacífico, el 1.55% eran de otras razas y el 1.82% pertenecían a dos o más razas. Del total de la población el 6.22% eran hispanos o latinos de cualquier raza.